# Щасливої дороги! (Бай, бай, мила!)
Щасливої дороги! (Бай, бай, мила!) — четвертий альбом львівського гурту Брати Гадюкіни, записаний 1995 року. Останній студійний альбом гурту із Сергієм Кузьмінським у складі. Після цього виходили тільки концертні альбоми, а новий альбом «Брати Гадюкіни» записали 2014 року, вже кілька років після смерті Сергія. 1996 року альбом толком і не побачив світ, але 1999 року він вийшов на компакт-дисках і касетах.

## Новий стиль
Критик Олександр Євтушенко в рок-антології «Легенди химерного краю» так описав створення альбому та віддалення «Кузі» (С. Кузьмінського) від групи і його сольні експерименти з електронною музикою: «У 1995-му „Брати“ готували новий альбом без мідної групи, більш жорсткий, більш гітарний. „Пісня про клофелін“, «Ми ходили з тобою», «Емігрант Сонг». То мали би бути хіти. На думку Кузі. Шкода, що не стали. Ми їх так і не почули. Метаморфоза, внаслідок якої Кузьминський опинився у київському клубі в діджейському прикиді, ніяк не піддається остаточному осмисленню. Аріведерчі, Кузьо!».

## Трек-лист
1. Інтродукція
2. Я вернувся домів
3. Ми ходили, дили, дили
4. Лібідо
5. Соломія
6. Бидло
7. Чому моя мама не любить мене
8. Хала Галі
9. Клофелін
10. Дівчина з Коломиї
11. Емігрант сонг

## Над альбомом працювали
- Аранжування — Брати Гадюкіни
- Обкладинка — Ія, Маріман
- Бек-вокал — Л. Павлик
- Бас-гітара, бек-вокал — І. Мельничук
- Звукорежисер — В. Лещенко
- Гітара — Г. Вербяний
- Тексти — І. Мельничук (треки: 4, 9), С. Кузьмінський (треки: 2, 3, 5 — 8, 10, 11)
- Музика — І. Мельничук (треки: 1, 4, 9), Брати Гадюкіни (треки: 2, 3, 7, 8, 10), С. Кузьмінський(треки: 5, 6, 11)
- Ударні — О. Кобцев
- Синтезатор [Йоніка] — П. Крахмальов
- Бубон, бек-вокал — М. Лундін
- Вокал — І. Мельничук (трек 9), П. Крахмальов (трек 5)
- Вокал, Синтезатор [Йоніка], Блюзова гармоніка — С. Кузьмінський